# Caulonia
Caulonia est une commune italienne de la province de Reggio de Calabre, dans la région Calabre. Durant l'époque de la Grande Grèce, le territoire de Monasterace est occupé par la colonie grecque Kaulon. En 1945, elle devint brièvement, pendant 4 jours, le République rouge de Caulonia.

## Administration
| Période                                  | Période | Identité | Étiquette | Qualité |
| ---------------------------------------- | ------- | -------- | --------- | ------- |
|                                          |         |          |           |         |
| Les données manquantes sont à compléter. |         |          |           |         |

### Hameaux
Crochi, S.Nicola, Focà, Campoli, Agromastelli, Ursini, Cufò.

### Communes limitrophes
Nardodipace, Pazzano, Placanica, Roccella Ionica, Stignano.